# Bunyols de bacallà
Els bunyols de bacallà són bunyols salats fets amb una massa de pasta (generalment feta d'aigua, rent i farina de forment, ous i llet) i bacallà dessalat, sovint condimentada amb altres ingredients (com all i julivert), fregida en oli. La forma del bunyol és arrodonida, sense forat al centre.
A més de a Catalunya, els bunyols de bacallà són molt populars en altres països veïns com Itàlia i Portugal on s'anomenen pataniscas encara que tenen forma aplanada. A Espanya són una tapa molt habitual.